# Erzurum Eyalet

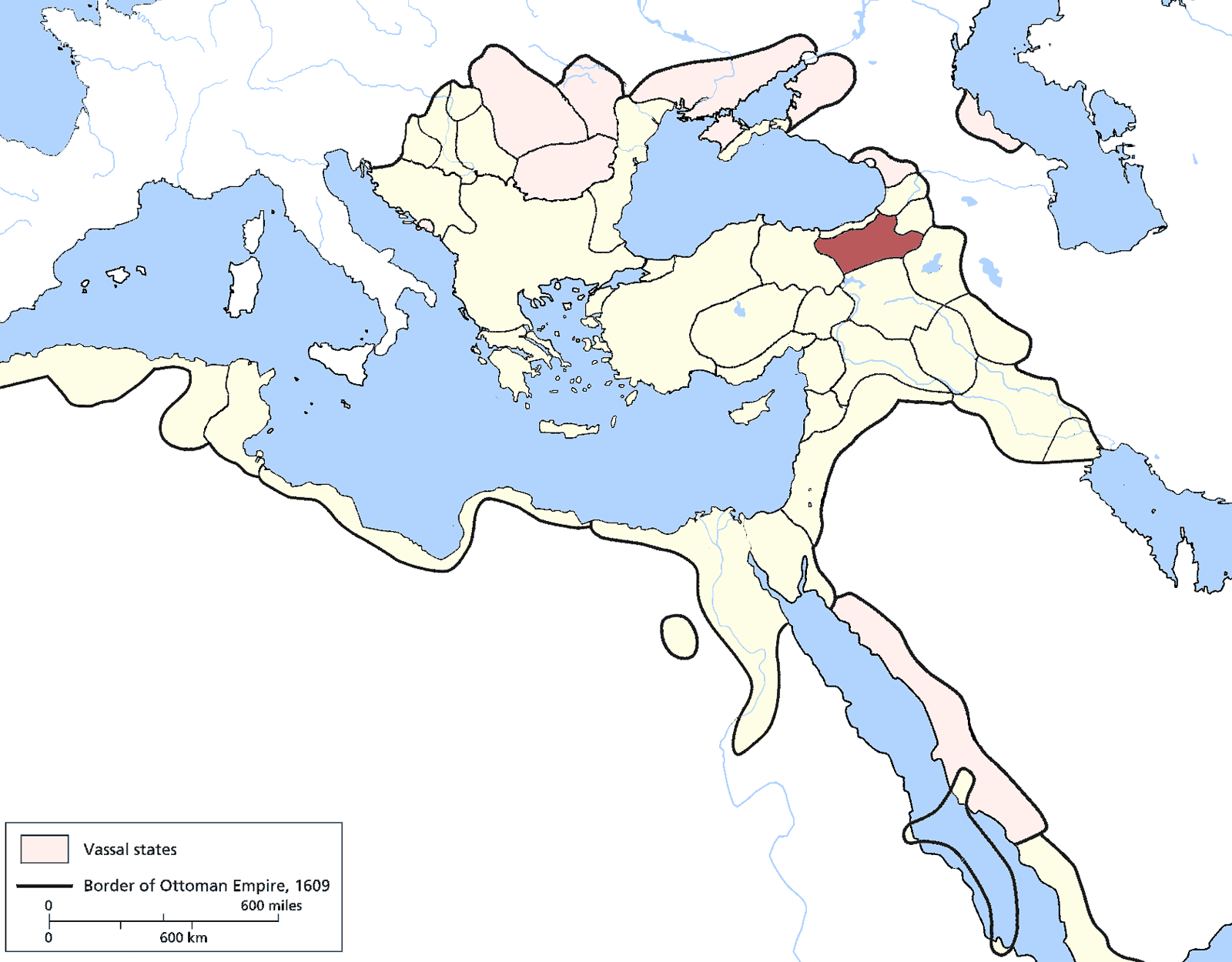
Erzurum Eyalet (1609)

Erzurum Eyalet (osmanska: ایالت ارضروم; Eyālet-i Erżurūm) var en provins (eyalet) i osmanska riket mellan 1533 och 1867. Huvudstad var Erzurum och ytan 29 690 km².